# Basaralu
Basaralu est située dans le district de Mandya, Karnataka, en Inde. Il abrite le temple  de Mallikarjuna, un exemple de l'architecture Hoysala, et est dédié à Mallikarjuna, un autre nom du dieu hindou Shiva. Ce temple a été construit en 1234 par Harihara Nayaka, un commandant du roi de l'empire Hoysala, Vira Narasimha II.

## Complexe du temple

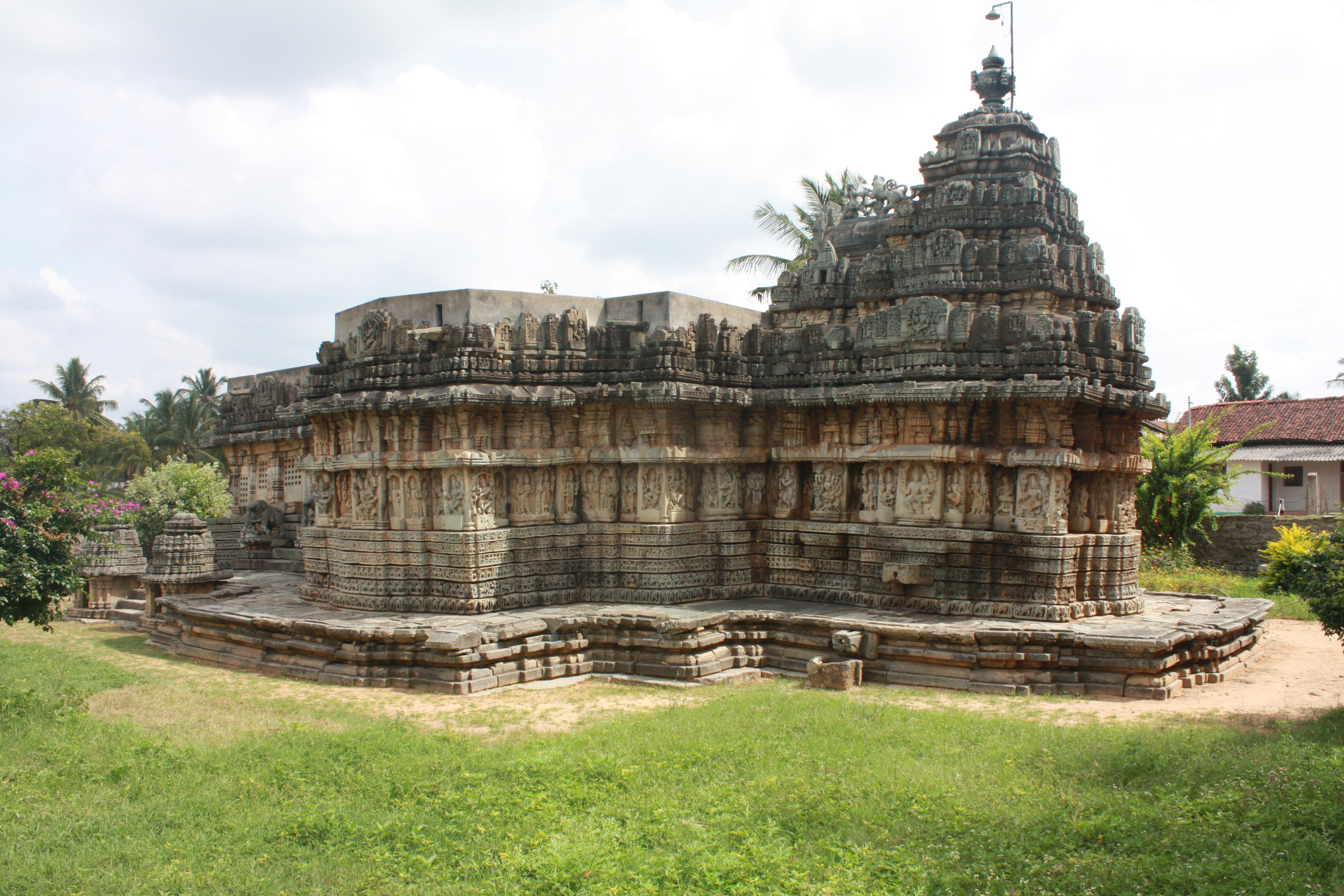
Le temple de Mallikarjuna à Basaralu, district de Mandya, Karnataka, Inde

Le complexe du temple comprend deux sanctuaires dédiés aux divinités Mallikarjuna et Chandikeshwara. Le sanctuaire de Mallikarjuna abrite un "linga" Balahari et une sculpture de lotus au plafond. Il y a une sculpture de la divinité Bhairava dans le sanctuaire ("garbhagriha") du temple de Chandikeshwara. Il y a un pilier de vingt pieds de haut en face du temple. La base du temple présente des moulures en relief d'éléphants, de chevaux avec des cavaliers, de l'emblème d'Hoysala, des épisodes puraniques, des crocodiles et des cygnes, un thème commun à la plupart des temples de Hoysala.

## Galerie

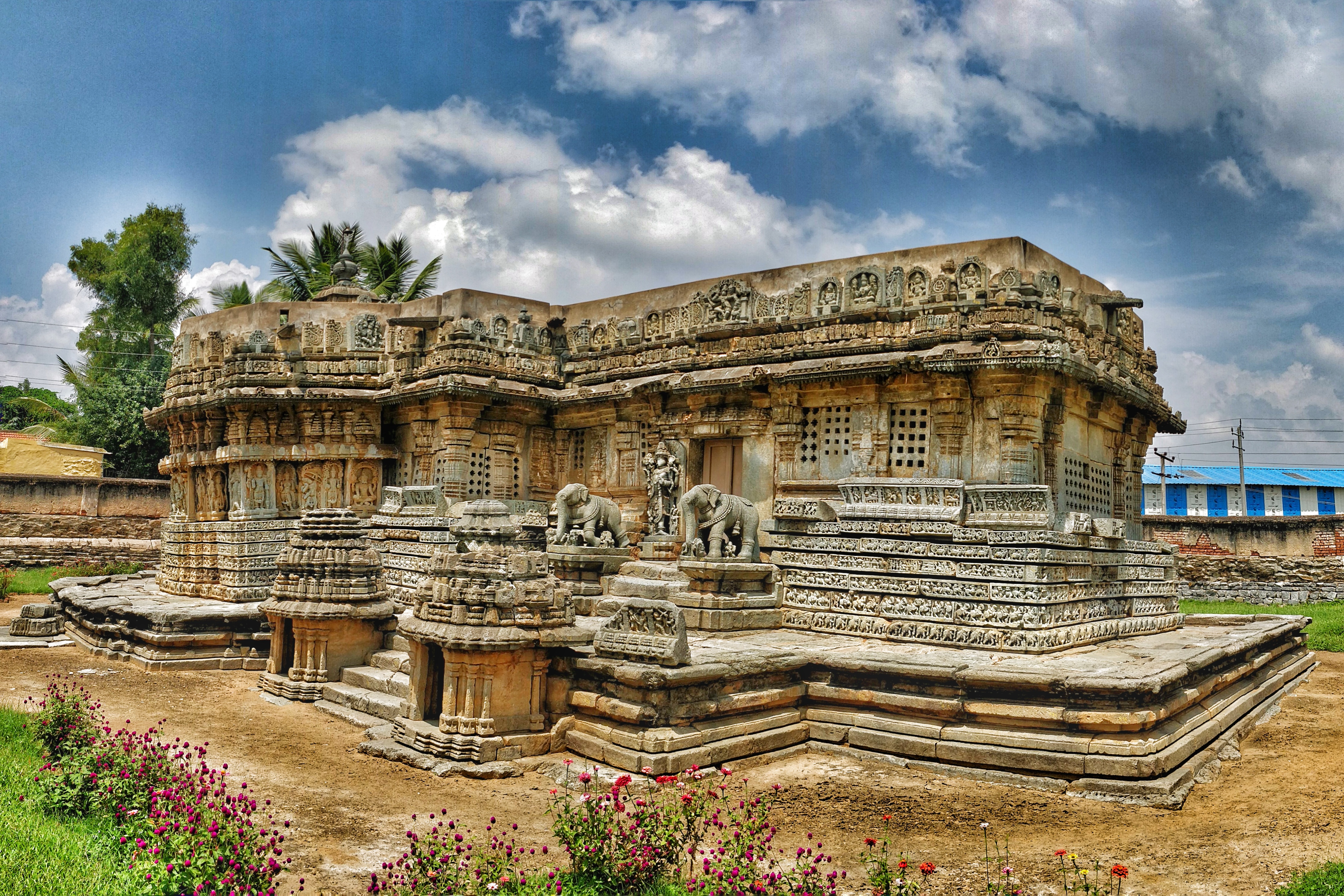
Temple de Mallikarjuna à Basaralu
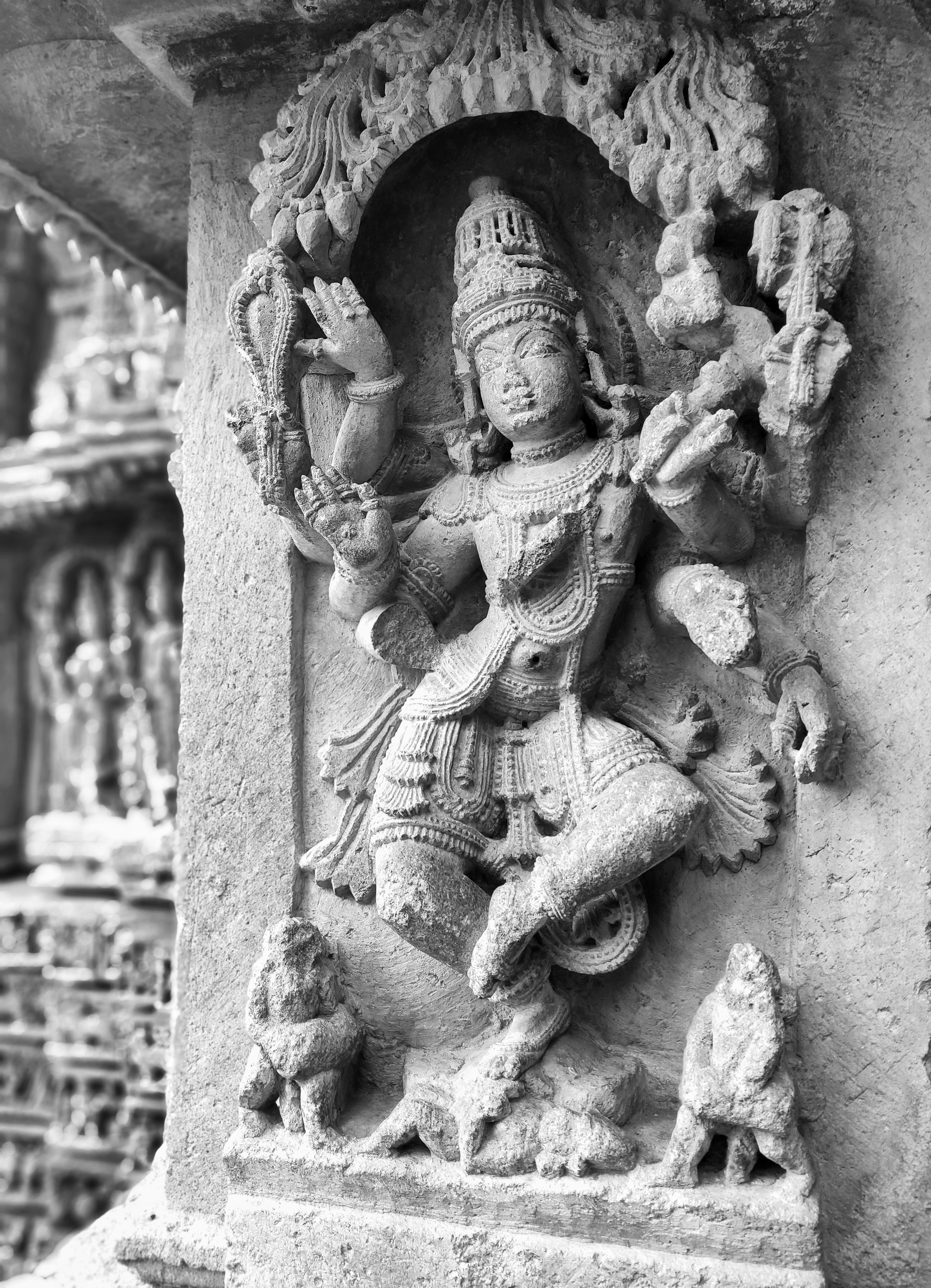
Œuvre sur le mur extérieur du temple de Basaralu
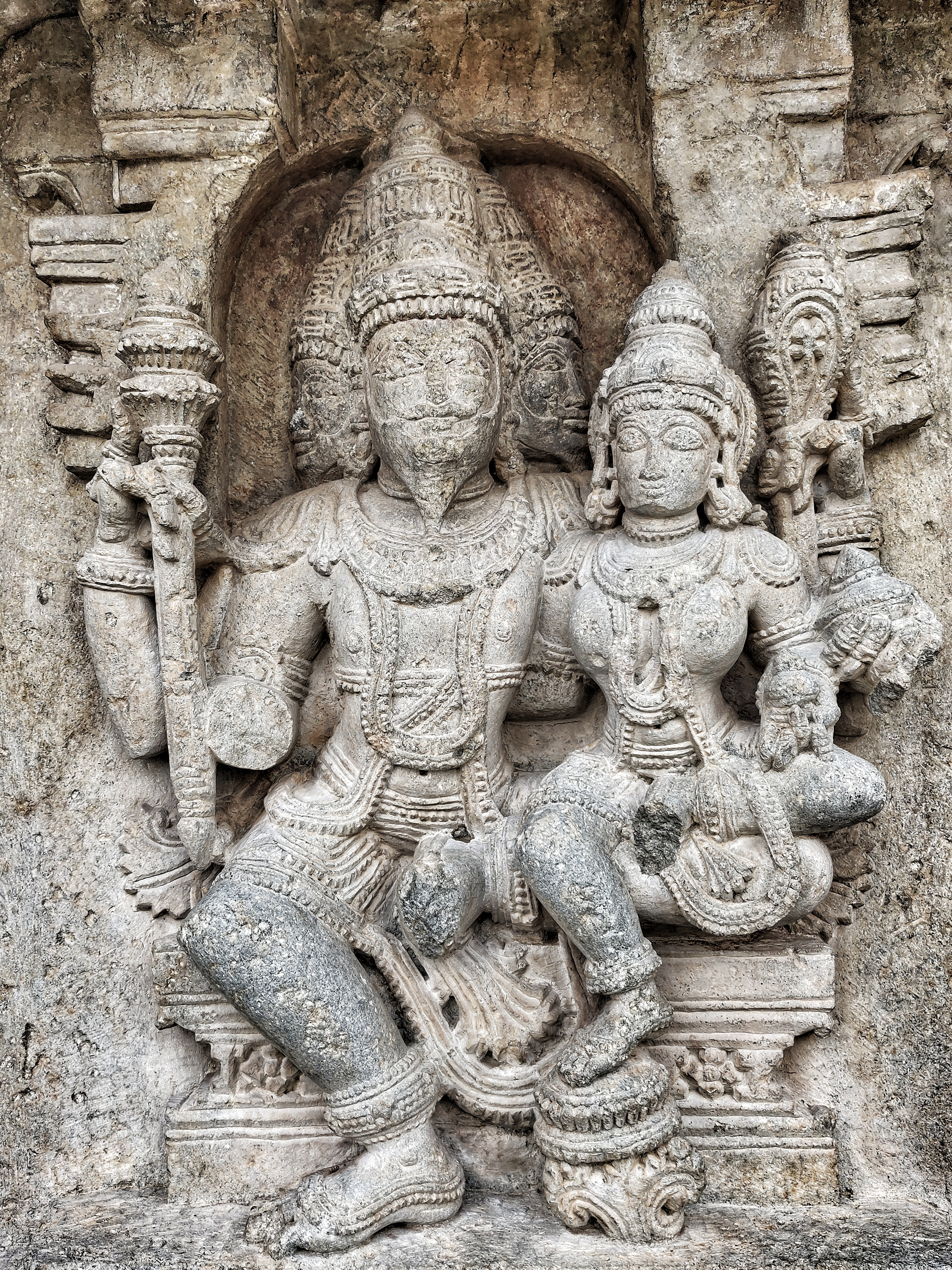
Lakshmi Narasimha - Basaralu
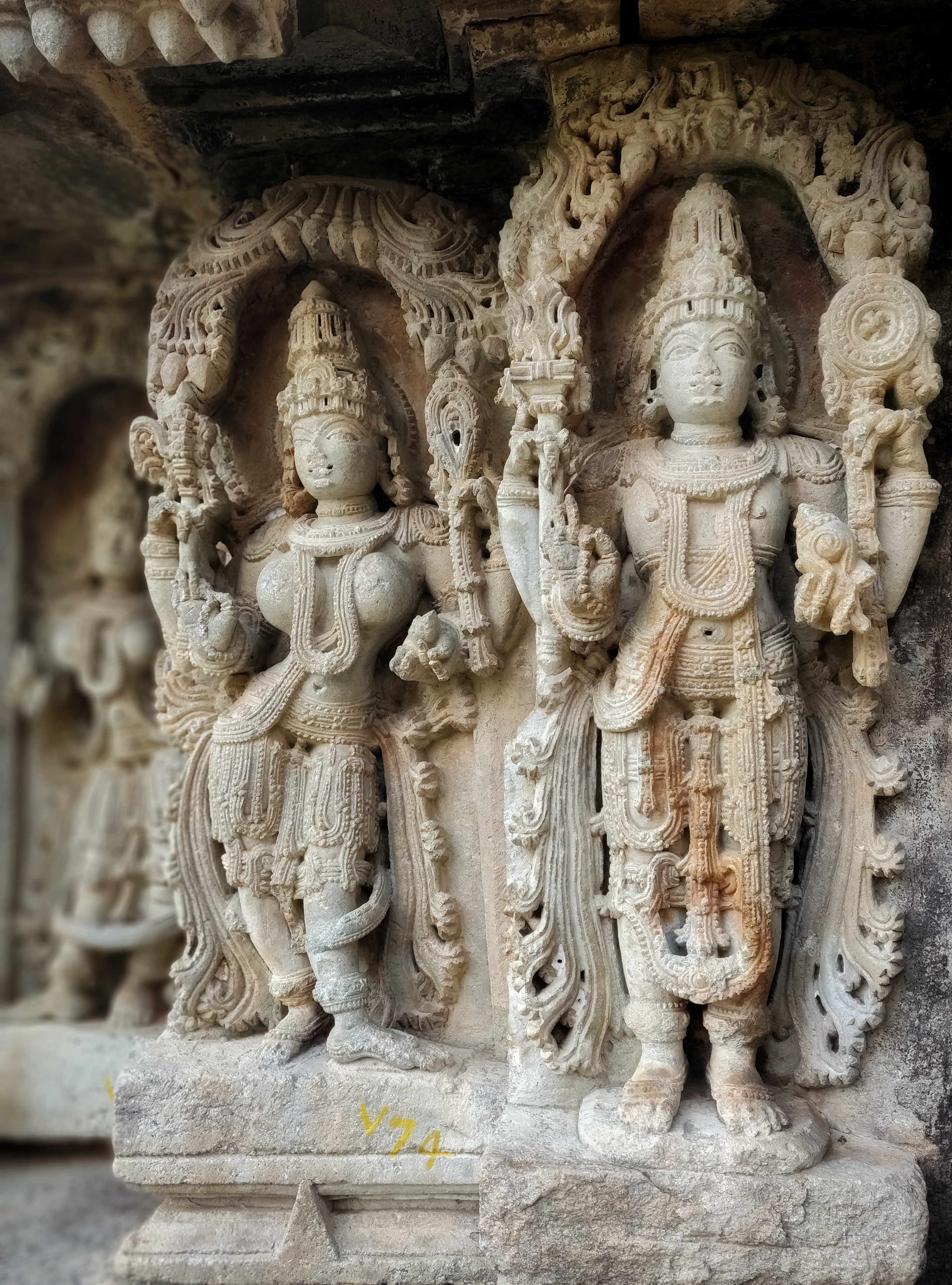
Sculpture sur le mur extérieur du temple de Basaralu
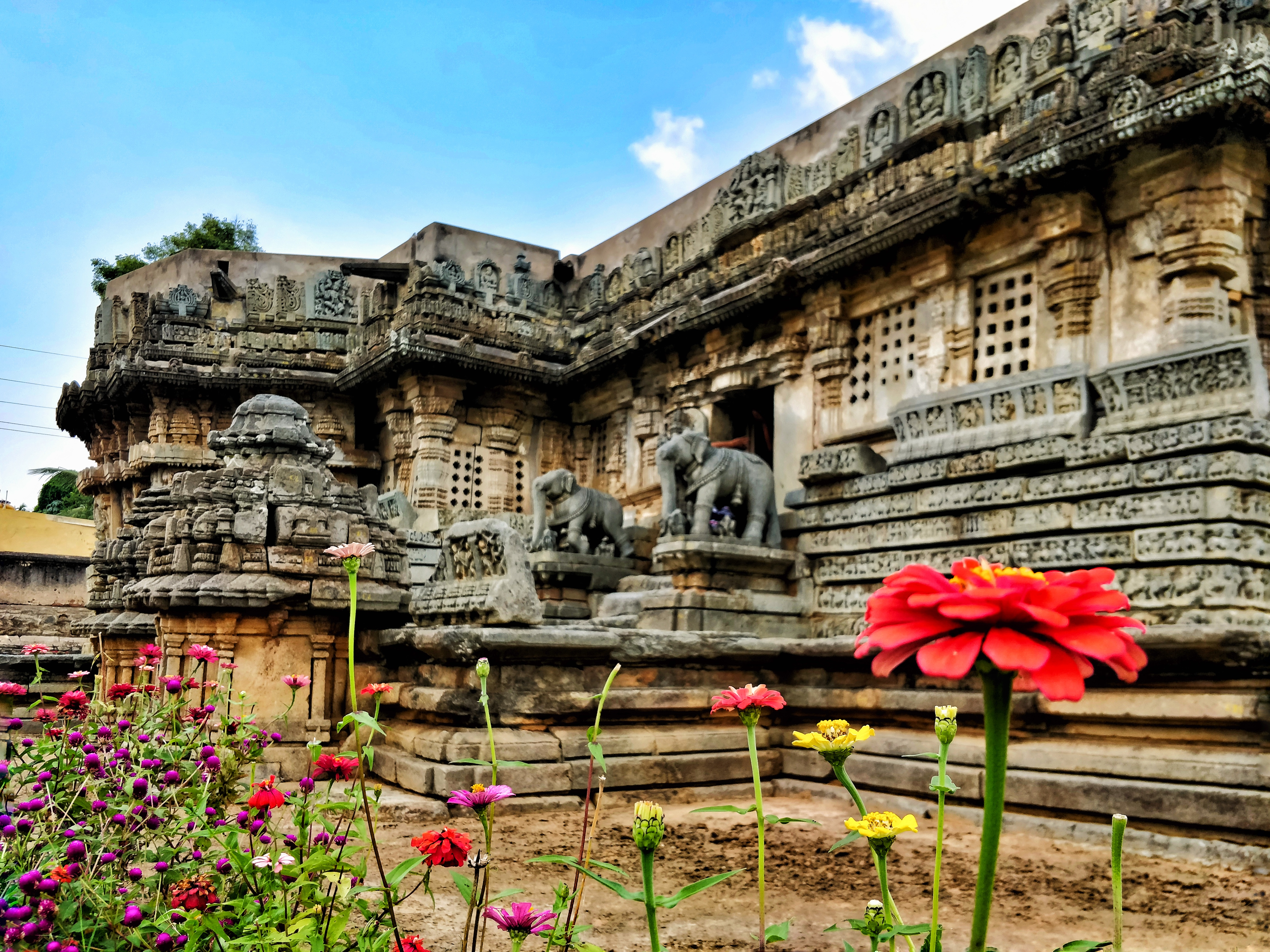
Jardin du temple de Mallikarjuna, Basaralu
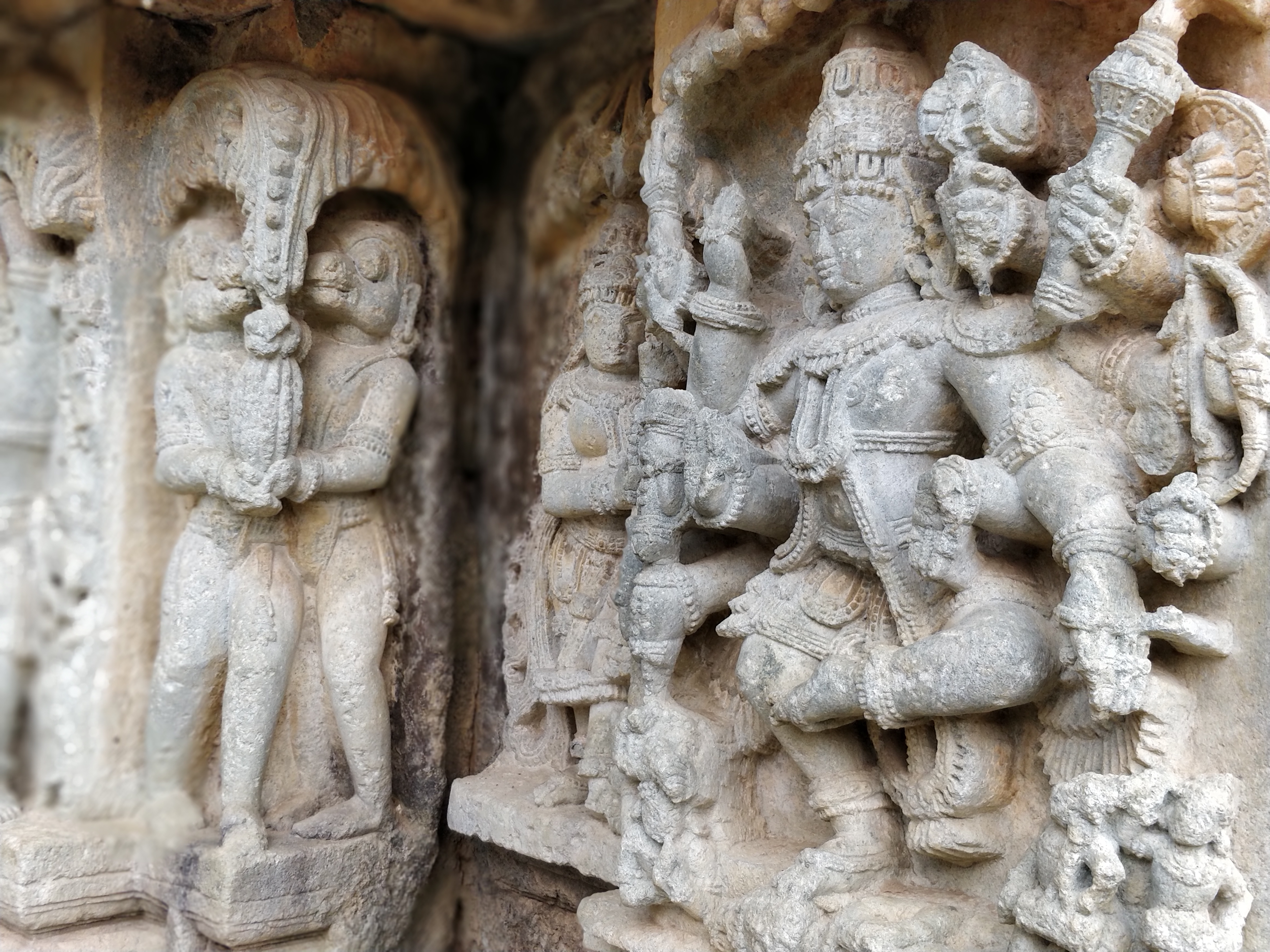
Sculpture sur le mur extérieur du temple
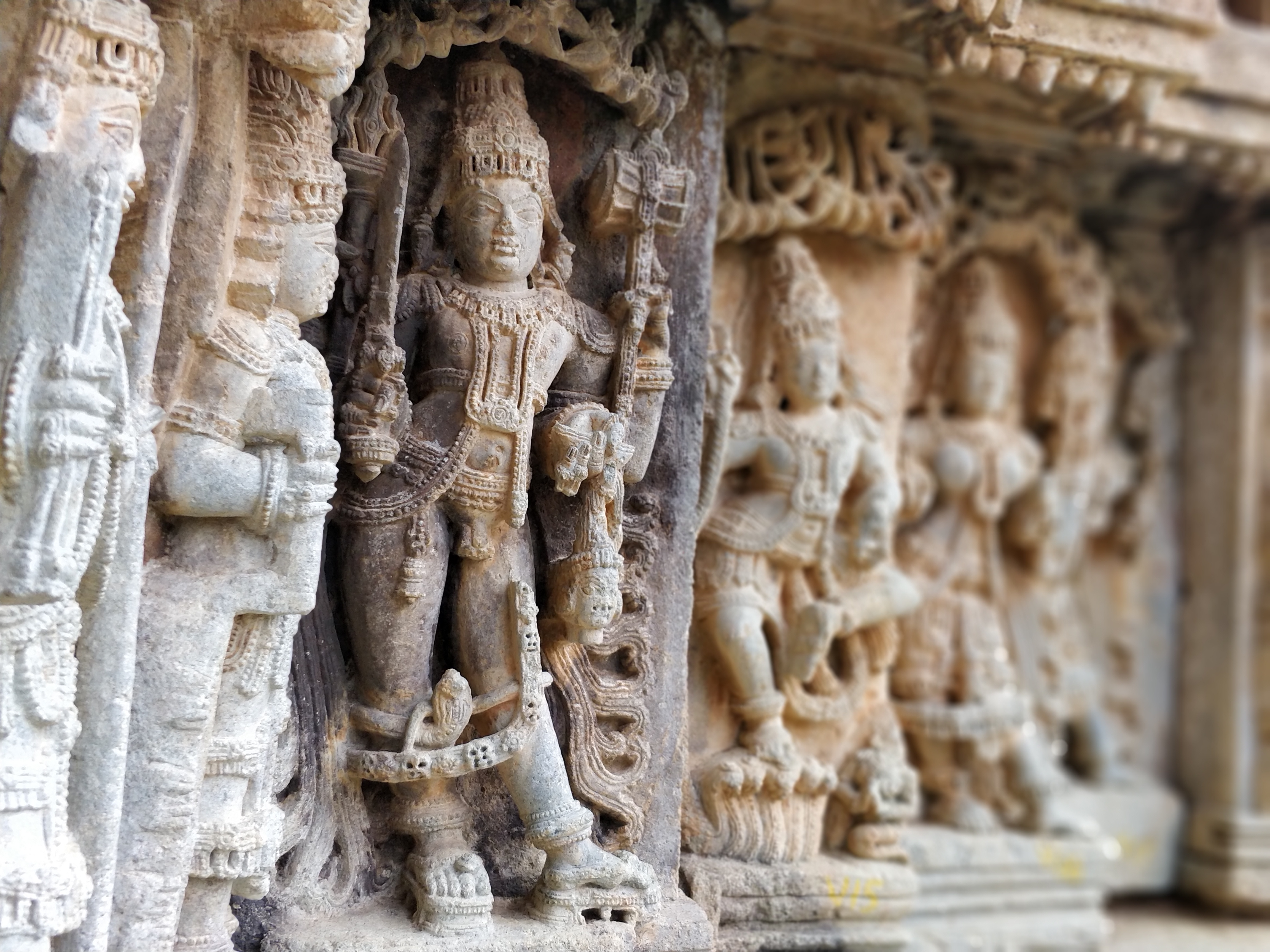
Sculpture sur le mur extérieur du temple
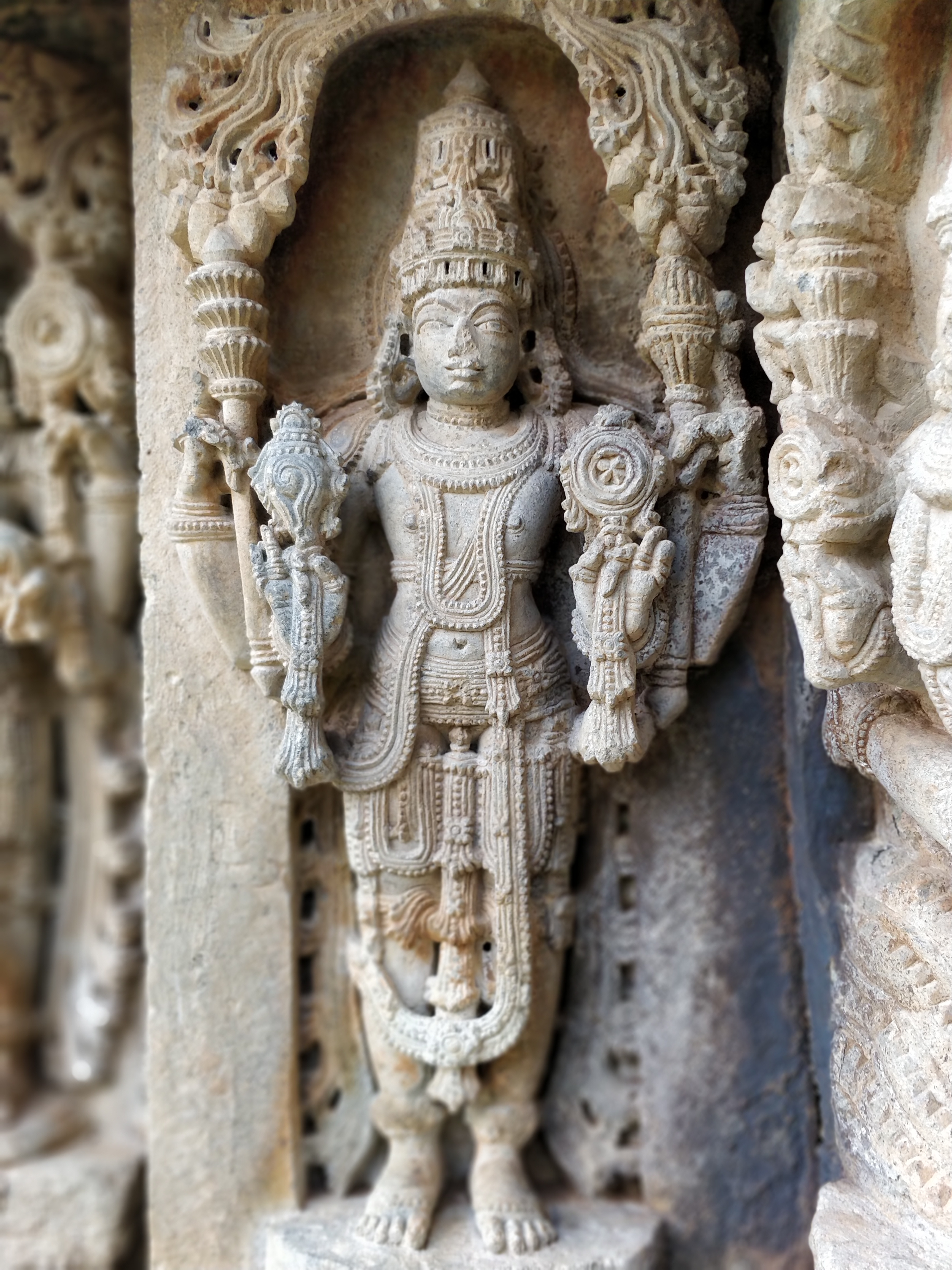
Sculpture sur le mur extérieur du temple
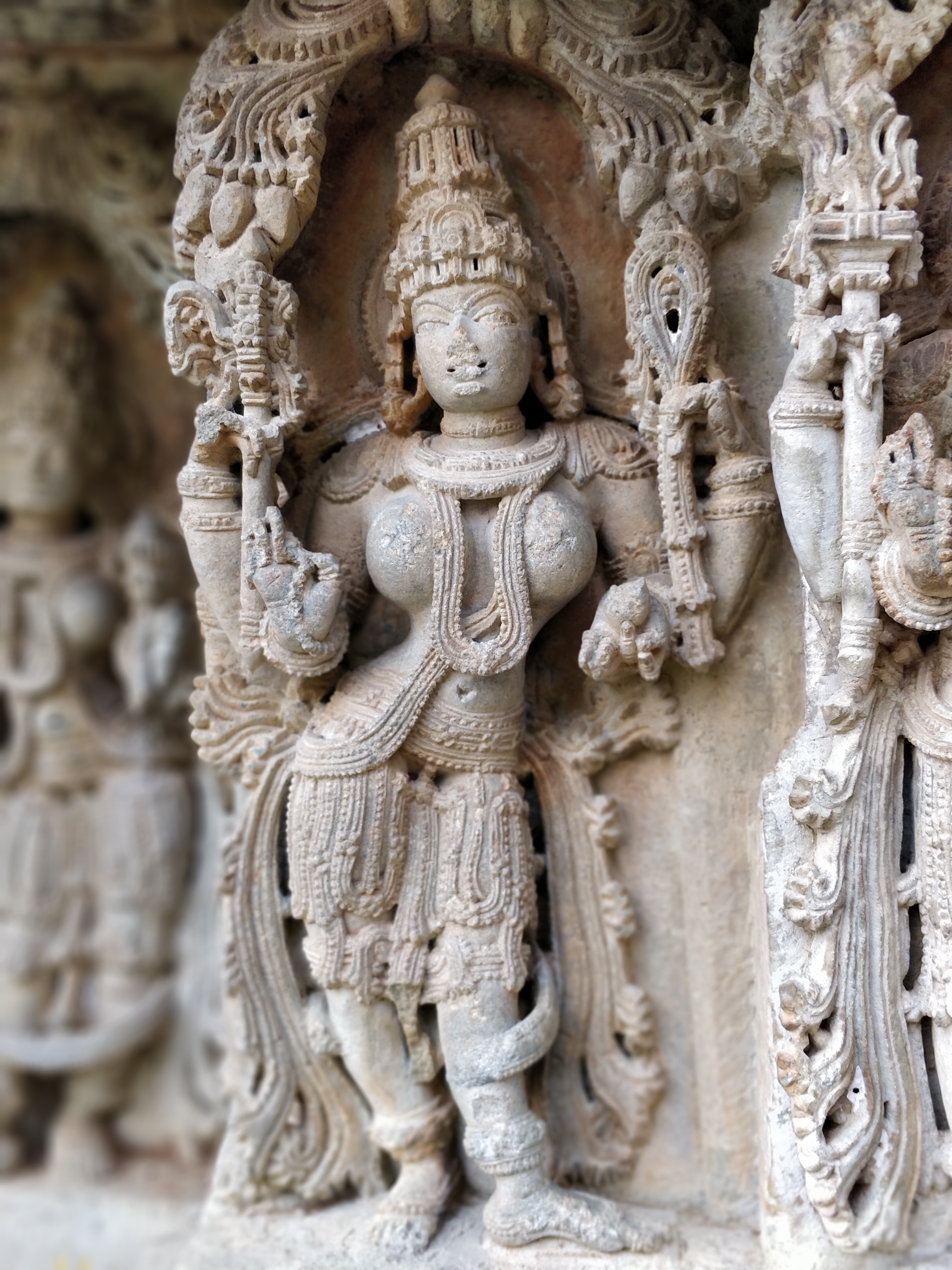
Sculpture sur le mur extérieur du temple